# Fritz Reitmaier
Fritz Reitmaier (5 maart 1950) is een Duits voormalig motorcoureur. Hij is eenmalig Grand Prix-winnaar in het wereldkampioenschap wegrace.

## Carrière
Reitmaier is voornamelijk bekend van zijn optredens in het wereldkampioenschap wegrace. In 1971 reed hij zijn eerste Grands Prix in zijn thuisland, waarin hij in de 125 cc-klasse twaalfde werd op een Maico en in de 500 cc-klasse uitviel op een Kayser. In 1974 reed hij opnieuw in zijn thuisrace in de 125 cc- en 250 cc-klasses. Deze race werd door alle reguliere coureurs geboycot, omdat zij de Nürburgring Nordschleife te gevaarlijk vonden. Hierdoor kwamen enkel een aantal thuisrijders aan de start. Reitmaier werd op een Yamaha vierde in de 250 cc en behaalde zijn enige Grand Prix-zege in de 125 cc. Later dat jaar deed hij ook mee in de Grand Prix der Naties in de 250 cc en de Grand Prix van België in de 125 cc, maar wist in beide races niet aan de finish te komen. In 1974 en 1975 werd hij wel kampioen in het Duitse 125 cc-kampioenschap.
In 1976 keerde Reitmaier terug in het WK wegrace, toen hij deelnam aan de 350 cc- en 500 cc-races van de Grand Prix der Naties. In beide races haalde hij het einde niet. In 1980 reed hij zijn laatste Grand Prix in Duitsland op een Suzuki. In de 500 cc-race kwam hij echter niet over de finish.